# Home Sweet Homediddly-Dum-Doodily
Home Sweet Homediddly-Dum-Doodily, llamado Hogar dulce hogar tralarí tralará en España y Hogar, dulce hogarcirijillo en Latinoamérica, es un episodio perteneciente a la séptima temporada de la serie animada Los Simpson, estrenado originalmente el 1 de octubre de 1995. Fue escrito por Jon Vitti y dirigido por Susie Dietter. En el episodio, Bart, Lisa y Maggie Simpson son obligados a ir a vivir con los Flanders, luego de que el gobierno piensa que Marge y Homer son malos padres.

## Sinopsis
Homer le regala a Marge un viaje sorpresa a un spa, dejando a Maggie a cargo del abuelo. Mientras tanto, en la escuela es el día de la foto anual, y al inspeccionar a Bart, notan que se había contagiado de piojos provenientes del mono mascota de Milhouse, lo que había obligado a que quemaran su ropa. A Lisa, por su parte, unas niñas le habían robado sus zapatos ortopédicos, burlándose de ella por tener piojos. Cuando ella niega tenerlos, es llamada a la dirección por altoparlantes para inspección de piojos. Los niños vuelven a su casa, con Bart usando como ropa una bolsa de papas, y se encuentran con que sus padres no están en casa, notando la presencia de dos agentes del Gobierno, pertenecientes al Departamento de Cuidado de Niños. Los agentes habían ido a registrar la casa, avisados por Seymour Skinner, quien se había preocupado por los niños al ver su estado. En la casa todo estaba sucio y desordenado, ya que Marge había dejado las tareas hogareñas para cuando volviese del spa. Cuando vuelven de su centro de relajación, ven que los agentes se están llevando a Bart, Lisa y Maggie, convencidos de que Homer y Marge eran malos padres. 
Los niños son llevados a un hogar adoptivo, que resulta ser el de Ned Flanders. En su nueva vivienda, deben comer bocadillos de pepino con requesón, irse a dormir a las siete de la tarde y soportar muchas horas de lectura de la Biblia. Bart y Lisa odian su nueva vida, pero Maggie disfruta estando allí, ya que le agrada la atención de los Flanders. Cuando Ned descubre, un día, que los niños no estaban bautizados, se desmaya y decide darles él mismo un bautismo de emergencia. 
Marge y Homer no tienen manera de comunicarse con sus hijos, ni siquiera por teléfono. Son obligados a tomar clases para ser mejores padres, donde aprenden a cuidar a sus hijos. Marge se siente humillada, pero Homer aprende bastante. Luego de unos exámenes, ambos son declarados padres decentes. Cuando van a buscar a los niños, divisan una nota pegada en la puerta de la casa de Flanders que reza "Fuimos a bautizarnos". Rápidamente, Homer sube a su auto junto a Marge y conduce hacia el río de Springfield.
Homer llega cayendo al río, en donde ve a Flanders a punto de bautizar a Bart mojándolo con agua. El patriarca empuja al niño, recibiendo él mismo el agua bautismal sobre su cabeza, la cual parece quemarlo, no sin antes dar una frase religiosa, nombrando a Agustín de Hipona y Ambrosio de Milán. Luego de recuperarse, Homer le reclama sus hijos a Flanders. Aunque Bart y Lisa corren de inmediato a los brazos de su padre, Maggie se queda, dudosa, mirando a las dos familias. Cuando va hacia los Flanders, aparece Marge. La bebé, al verla, corre hacia ella, se abrazan y  la familia unida vuelve a casa.